# Monumentul Eroilor Artileriști din București

Monumentul văzut de pe Bulevardul Eroilor

Monumentul Eroilor Artileriști din București, realizat de sculptorul Teodor Zamfirescu, din cadrul Studioului de Arte Plastice al Armatei, este situat pe Bulevardul Eroilor Sanitari, la intersecția cu Bulevardul Eroilor.
Acesta a fost înălțat la inițiativa Comandamentului Artileriei, cu prilejul împlinirii a 150 de ani de la înființarea acestuia, fiind inaugurat în 10 noiembrie 1993, de Ziua Artileriei Române. Este realizat din bronz și reprezintă un tun stilizat, cu țeava ridicată spre cer la un unghi de 90 de grade.
Lucrarea este fixată pe un soclu din beton, placat cu travertin. Pe o platformă circulară, cu diametrul de circa 12 metri, în centrul căreia se înalță tunul, sunt asezate patru ghiulele sferice din metal. În fața monumentului sunt amplasate două tunuri medievale, replici ale unor piese de artilerie din timpul domniei lui Petru Cercel. Pe soclu este inscripționat: „Artileriștilor României”.

### Istoric
Până la Revoluția din 1989, pe locul respectiv s-a aflat statuia monumentală a lui Petru Groza, dezvelită în 1971 în fața Facultății de Medicină „Carol Davila”.
Pe 3 martie 1990, macaragiul Gheorghe Gavrilescu a venit în Piața Scânteii (actuala Presei Libere), cu automacaraua pe care o conducea, și a dat jos de pe soclu colosala Statuie a lui Lenin, urmând ca, mai târziu, să demonteze și statuia lui Petru Groza, o operă a lui Romulus Ladea. Ambele monumente au fost duse în parcul de lângă Palatul Mogoșoaia, unde se află și acum.
La începutul lunii decembrie 2003, Monumentul Eroilor Artileriști a fost jefuit, fiind furate cele 16 ghiulele de bronz dispuse in 4 piramide. Fiecare ghiulea putea cântări cam cinci kilograme de bronz.